# Edgar Wright
Pour les articles homonymes, voir Wright.
Cet article possède un paronyme, voir Edgar White.
Edgar Wright est un réalisateur, scénariste, acteur et producteur de cinéma britannique, né le 18 avril 1974 à Poole, dans le Dorset.
En 1999, il débute à la télévision avec Les Allumés, sitcom avec Simon Pegg et Nick Frost ;  qu'il retrouve dans la trilogie à succès Blood and Ice Cream Trilogy (ou Trilogie Cornetto), qui comprend les films Shaun of the Dead (2004), Hot Fuzz (2007) et Le Dernier Pub avant la fin du monde (2013).
Il a également réalisé les films Scott Pilgrim (2010), Baby Driver (2017) et Last Night in Soho (2021).

## Biographie

### Jeunesse
Edgar Wright naît le 18 avril 1974 à Poole, dans le Dorset en Angleterre.
Très jeune, il se passionne pour le cinéma. Avec une caméra Super 8, il réalise des courts métrages et rêve d'en faire son métier. À 20 ans, il réalise son premier long métrage, une comédie à petit budget intitulée A Fistful of Fingers. Malgré un premier film qui ne le satisfait pas vraiment, cette expérience lui permet d'être engagé pour réaliser quelques épisodes de séries télévisées.

### Révélation

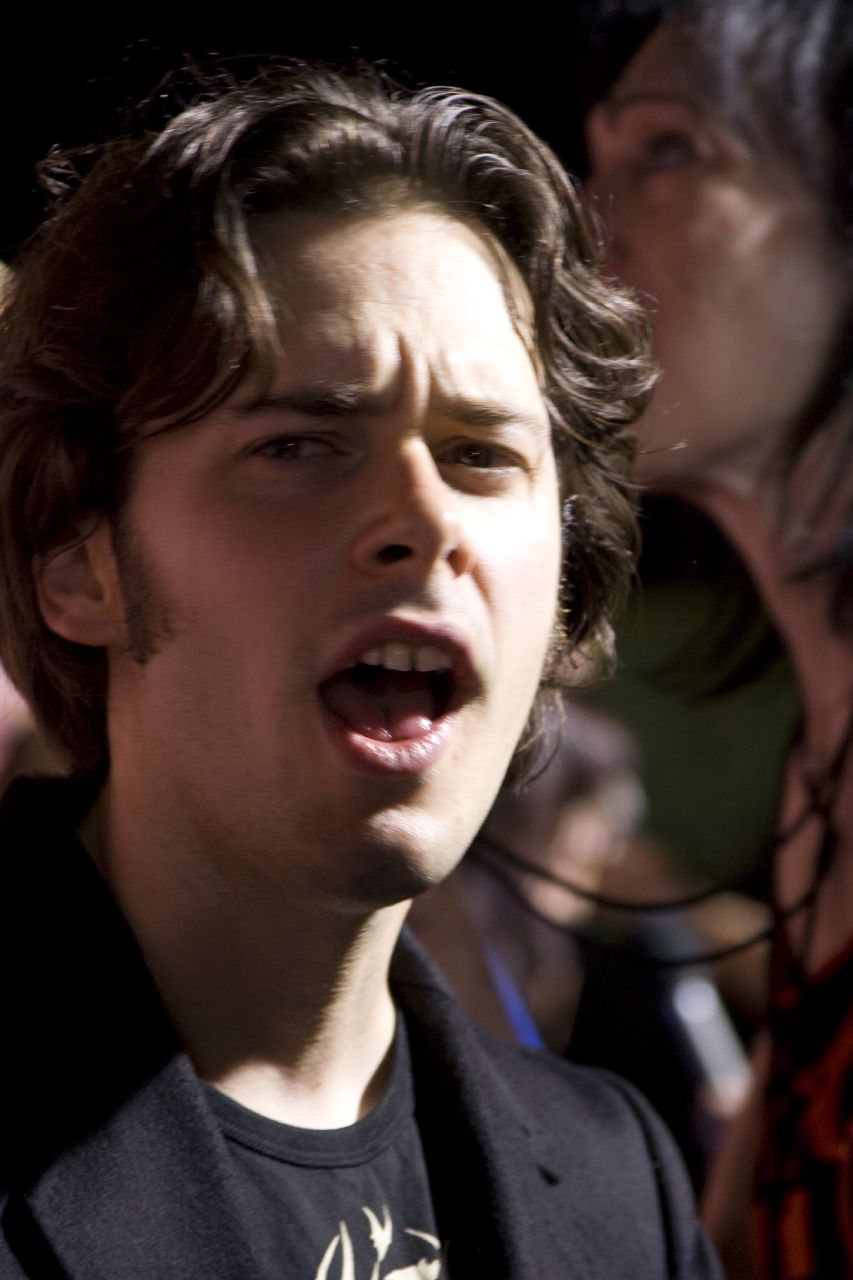
Le réalisateur aux Scream Awards 2007, pour Hot Fuzz.

En 1998, c'est sa rencontre avec le comédien et scénariste Simon Pegg qui bouleverse sa carrière. Ensemble, ils créent la série comique Les Allumés (Spaced) diffusée sur Channel 4. En l'espace de deux saisons et quatorze épisodes, la série devient culte. Fort de ce succès, Edgar Wright réunit l’équipe de la série autour du projet Shaun of the Dead, comédie horrifique sur fond d’invasion de zombies coécrite avec Pegg. Sorti en 2004, le film est un succès mondial inattendu. George A. Romero, spécialiste du genre, apprécie le film et décide de faire apparaître Edgar Wright et Simon Pegg dans Le Territoire des morts. 
Edgar Wright revient en 2007 avec Hot Fuzz, une comédie policière avec un budget plus important. La recette est cependant la même : Wright et Pegg au scénario et Pegg et Nick Frost devant la caméra de Wright. Hot Fuzz est un nouveau succès et ouvre à Edgar Wright les portes d’Hollywood. Quentin Tarantino et Robert Rodriguez le contactent pour réaliser une fausse bande-annonce d'horreur pour leur projet Grindhouse paru en 2006.

### Confirmation

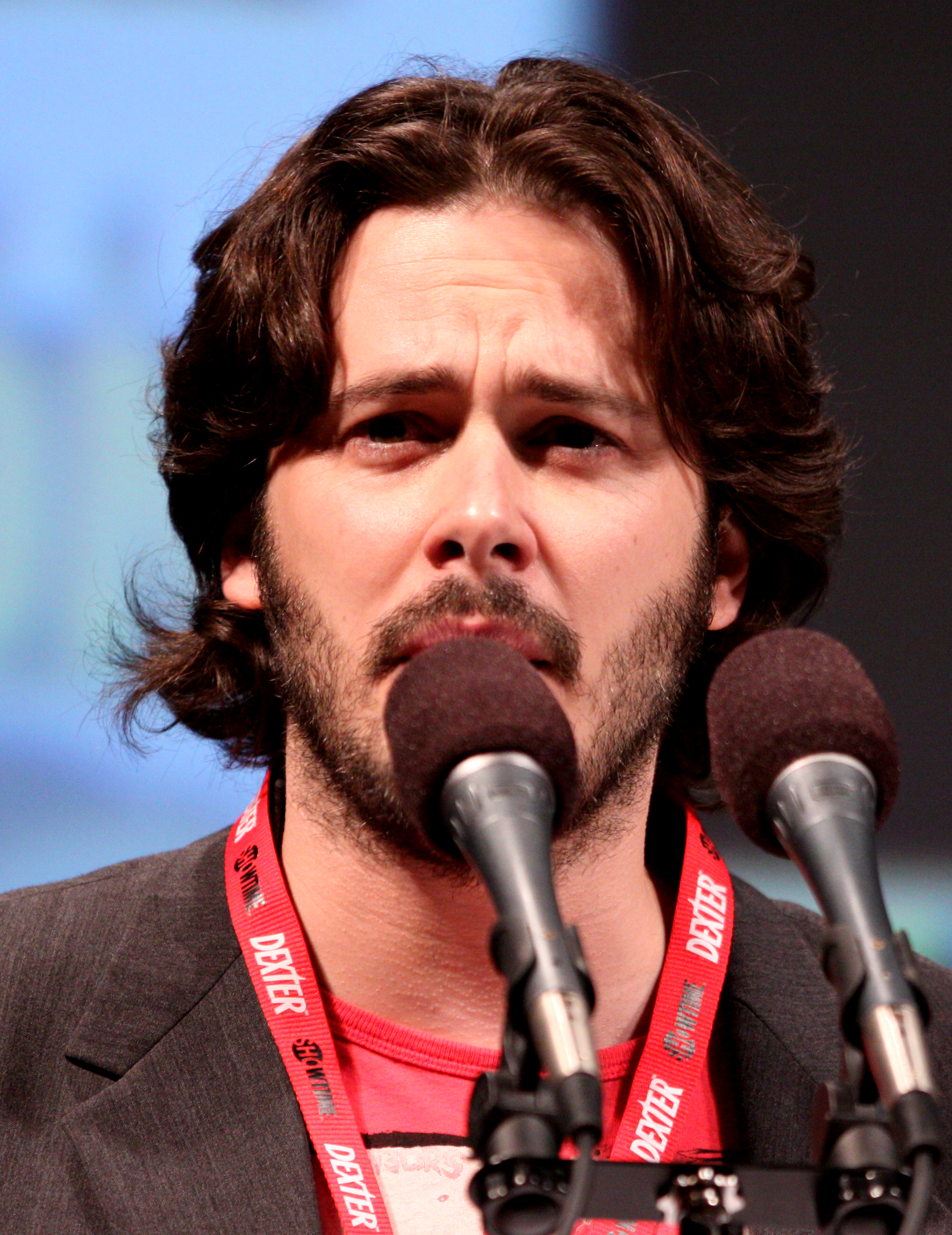
Le cinéaste au Comic-Con de San Diego 2010, pour Scott Pilgrim.

Edgar Wright se tourne naturellement vers des grosses productions. En 2010, il adapte le célèbre comic Scott Pilgrim dans le film homonyme avec Michael Cera dans le rôle principal. Disposant de toute la liberté créative qu'il souhaite, Scott Pilgrim est son premier film étranger ainsi que le premier sans Pegg et Frost. Le succès critique compense un box-office décevant et la comédie devient culte.
Le cinéaste est sollicité pour participer à l’écriture des Aventures de Tintin : Le Secret de la Licorne, film d'animation réalisé par Steven Spielberg. Simon Pegg et Nick Frost y incarnent Dupond et Dupont.
Côté réalisation, il revient en Angleterre pour tourner la conclusion de sa Blood and Ice Cream Trilogy : la comédie de science-fiction Le Dernier Pub avant la fin du monde (The World's End) sortie en 2013.
Depuis l'annonce en 2009, il devait réaliser le film de super-héros américain consacré au personnage de comics L'Homme-fourmi : Ant-Man (sorti en 2015). Toutefois, en raison de différends artistiques avec la production, le contrat est rompu à l'amiable. Il reste néanmoins crédité comme l'un des scénaristes et producteurs du film.
Il réalise ensuite le film d'action Baby Driver, présenté en mars 2017 au festival South by Southwest et dans lequel il dirige notamment les acteurs Ansel Elgort, Jamie Foxx et Kevin Spacey.
En 2017, il fait partie du jury de la Mostra de Venise, présidé par l'actrice américaine Annette Bening. L'année suivante, il commence le tournage de The Sparks Brothers, documentaire consacré à Ron Mael et Russell Mael, fondateurs du groupe de rock Sparks. Le film est présenté au festival du film de Sundance 2021 et dans divers festivals, avant sa sortie au cinéma aux États-Unis, en France et au Royaume-Uni.
En février 2021, les studios Paramount Pictures révèlent avoir engagé Edgar Wright en tant que réalisateur pour une nouvelle adaptation du roman Running Man de Stephen King, voulue comme plus fidèle à l'œuvre originale que le film du même nom sorti en 1987.
Avant cela il met en scène un thriller horrifique et fantastique, Last Night in Soho, avec Anya Taylor-Joy, Thomasin McKenzie et Matt Smith. Le film sort en France le 27 octobre 2021.

## Filmographie

### Réalisateur

#### Longs métrages
- 1994 : A Fistful of Fingers
- 2004 : Shaun of the Dead
- 2007 : Hot Fuzz
- 2010 : Scott Pilgrim (Scott Pilgrim vs. the World)
- 2013 : Le Dernier Pub avant la fin du monde (The World's End)
- 2017 : Baby Driver
- 2021 : The Sparks Brothers (documentaire)
- 2021 : Last Night in Soho
- 2025 : The Running Man

#### Courts métrages
- 2004 : Fun Dead
- 2004 : The Man Who Would Be Shaun
- 2004 : Funky Pete
- 2007 : Don't (fausse bande-annonce dans Grindhouse)

#### Télévision
- 1996 : Asylum (série télévisée) - 6 épisodes
- 1996 : Mash and Peas (série télévisée)
- 1998 : Is It Bill Bailey? (série télévisée) - 6 épisodes
- 1998 : Alexei Show (Merry-Go-Round) (série télévisée)
- 1998 : French and Saunders (série télévisée) - 1 épisode
- 1998 : Murder Most Horrid (série télévisée)
- 1999 : Sir Bernard's Stately Homes (série télévisée)
- 1999-2001 : Les Allumés (Spaced) (série télévisée) - 14 épisodes
- 2004 : Straight 8 (téléfilm)

#### Clips musicaux
- 2000 : Keep The Homes Fires Burning de The Bluetones
- 2002 : After Hours de The Bluetones
- 2003 : Blue Song de Mint Royale
- 2003 : Psychosis Safari de The Eighties Matchbox B-Line Disaster
- 2004 : Summer de Charlotte Hatherley
- 2005 : Bastardo de Charlotte Hatherley
- 2014 : Gust of Wind de Pharrell Williams
- 2018 : Colors de Beck

### Scénariste
- 1994 : A Fistful of Fingers
- 1996 : Asylum (série télévisée) - 6 épisodes
- 1998 : Alexei Show (Merry-Go-Round) (série télévisée)
- 2004 : Fun Dead (court-métrage)
- 2004 : Shaun of the Dead
- 2004 : Plot Holes: How Did Ed Get from the Cellar to the Shed? (vidéo)
- 2004 : Plot Holes: What Happened to Dianne When She Left the Winchester? (vidéo)
- 2004 : Simon's Cam (court-métrage vidéo) de Simon Pegg
- 2004 : The Man Who Would Be Shaun (court-métrage)
- 2004 : Plot Holes: What Happened to Shaun When He Ran Off? (vidéo)
- 2004 : Funky Pete (court-métrage sorti en vidéo)
- 2004 : Edgar & Simon's Flip Chart (vidéo)
- 2004 : Straight 8 (téléfilm)
- 2007 : Hot Fuzz
- 2007 : Don't (fausse bande-annonce dans Grindhouse)
- 2010 : Scott Pilgrim (Scott Pilgrim vs. the World)
- 2011 : Les Aventures de Tintin : Le Secret de La Licorne (The Adventures of Tintin: Secret of the Unicorn) de Steven Spielberg
- 2013 : Le Dernier Pub avant la fin du monde (The World's End)
- 2015 : Ant-Man de Peyton Reed
- 2017 : Baby Driver
- 2021 : Last Night in Soho

### Acteur
- 1994 : A Fistful of Fingers : l’artiste à la voix bizarre / le fermier
- 1999-2001 : Les Allumés (Spaced) (série télévisée) : Sounds of Despair tape / Man on Tube Next to Daisy / First Sleeping Ex-flatmate
- 2002 : Look Around You (série télévisée) : un scientifique (saison 1 épisodes 3, 4 et 8)
- 2004 : Calcium de Tim Kirkby : un scientifique
- 2004 : Shaun of the Dead : présentateur des informations de Rabid Monkeys / zombie gaffeur / la voix du restaurant italien
- 2005 : Look Around You (série télévisée) : un technicien / Eddie Yorgue (saison 2 épisodes 5 et 6)
- 2005 : H2G2 : le guide du voyageur galactique (The Hitchhiker's Guide to the Galaxy) de Garth Jennings : un technicien (non crédité au générique)
- 2005 : Le Territoire des morts (Land of the Dead) de George A. Romero : le zombie chez le photographe 2
- 2007 : Le Fils de Rambow (Son of Rambow) de Garth Jennings : un professeur
- 2007 : Hot Fuzz : Shelf Stacker / voix de Dave
- 2017 : Pharmacy Road (Tour de Pharmacy) de Jake Szymanski : commentateur sportif britannique
- 2017 : Star Wars, épisode VIII : Les Derniers Jedi (Star Wars: Episode VIII – The Last Jedi) de Rian Johnson : un soldat de la résistance (caméo non crédité)
- 2021 : The Sparks Brothers (documentaire) : lui-même

## Distinctions

### Récompenses
- British Independent Film Awards 2004 : meilleur scénario pour Shaun of the Dead[5].
- Prix Bram Stoker 2004 : meilleur scénario pour Shaun of the Dead (ex æquo avec Eternal Sunshine of the Spotless Mind)
- Empire Awards 2011 : meilleur réalisateur pour Scott Pilgrim
- Empire Inspiration Award 2011
- Utah Film Critics Association Awards 2013 : meilleur scénario original pour Le Dernier Pub avant la fin du monde

### Nominations
- BAFTA 2000 : Situation Comedy Award pour Les Allumés
- BAFTA 2002 : Situation Comedy Award pour Les Allumés
- Empire Awards 2005 : meilleur réalisateur pour Shaun of the Dead
- BAFTA 2005 : meilleur film britannique pour Shaun of the Dead
- Online Film Critics Society Awards 2005 : meilleur cinéaste révolutionnaire et meilleur scénario original pour Shaun of the Dead
- Empire Awards 2008 : meilleur réalisateur pour Hot Fuzz